# George Habasz
Georges Habasz, ps. al-Hakim (ur. 2 sierpnia 1926 w Loddzie, zm. 26 stycznia 2008 w Ammanie) – palestyński działacz polityczny.

## Życiorys
Urodził się w 1926 roku w mieście Lidda (dzisiejsze Lod). Pochodził z rodziny palestyńskich chrześcijan, a jego ojciec był bogatym przedsiębiorcą. W 1948 roku został zmuszony przez Izrael do opuszczenia rodzinnej miejscowości. Wyjechał do Bejrutu. W 1951 roku ukończył studia na Uniwersytecie Amerykańskim w Bejrucie i rozpoczął pracę lekarza. W 1952 roku wraz z Wadi Haddadem założył Arabski Ruch Narodowy. W 1967 roku utworzył Ludowy Front Wyzwolenia Palestyny (LFWP). W swoim programie odwoływał się do marksizmu-leninizmu.
W listopadzie 1968 roku został aresztowany w Syrii. Oskarżono go o planowanie w tym państwie zamachu stanu. Po wypuszczeniu na wolność opuścił Syrię i udał się do Jordanii. Tam rozpoczął organizowanie partyzancko-terrorystycznej działalności Ludowego Frontu. W 1970 roku po konflikcie palestyńsko-jordańskim (Czarny Wrzesień), opuścił Jordanię i wyjechał do Libanu. W 1993 roku skrytykował porozumienia z Oslo. W 2000 roku ze względów zdrowotnych zrezygnował z przywództwa w LFWP. Ostatnie lata życia spędził w Jordanii. Zmarł w 2008 roku na atak serca.
Był w Palestynie powszechnie szanowany. Przez rodaków nazywany był al-Hakim, czyli „Doktor“ lub „Mędrzec”.